# Fonden ad usus publicos
Fonden ad usus publicos (fonden til offentlig nytte/brug) var en fond, der blev oprettet af Frederik 5. ved resolution af 15. juni 1765. Den blev ophævet 26. februar 1842.
Fra en beskeden begyndelse hvad angår både midler og formål voksede den i betydning, og en gennemgang af dens virksomhed viser en del om, hvad den danske stat i en lang periode gjorde for at fremme videnskabelige, kunstneriske og uddannelsesmæssige interesser.
Fondens formål var at yde ekstraordinære tilskud (såkaldte gratifikationer) til fortjente embedsmænd samt til offentlige praktiske opgaver. Efterhånden skiftede den karakter. Efter år 1800 blev fondens midler i stigende grad anvendt til at støtte især videnskab, litteratur og kunst, og i 1820'erne og 1830'erne var det helt overvejende fondens hovedformål.
Fonden havde flere indtægtskilder, der blev fastlagt ved kongelige resolutioner. Årligt tilbagevendende indtægtskilder var betalinger for karakterer (dvs. titler og kun frem til 1784), indtægter fra ekstraordinære mulkter (bøder), arveløse kapitaler, sjette- og tiendepenge (dvs. afgifter af arv, der førtes ud af landet), sparede lønninger (ved dødsfald og vakance), tilbagebetalinger af lån, renter af lån, aktieudbytte og elevbetalinger fra seminarium (fra 1792). Andre indtægtskilder var konfiskerede midler, testamentariske tilskud, salg af bygninger og diverse (f.eks. bøger, kort).
Til bestyrelse af fonden var udnævnt en direktør, en revisor og en sekretær. Direktøren sendte sine forslag til støtteprojekter til kongens kabinet, og efter kongelig resolution blev han beordret til at udbetale den tildelte sum.
Fonden huskes i dag især for sin støtte til unge forfatteres og kunstneres studieophold i udlandet (se Heibergs vaudeville De Danske i Paris, 1833).
Da fonden i 1842 blev nedlagt samtidigt Den almindelige Pensionskasse, blev sagsakter og resterende midler overført til Kunstakademiet og Finansdeputationen.
I glansperioden var sekretæren for fonden henholdsvis Jonas Collin (fra 1803-32) og sønnen Edvard Collin. Collinfamilien var et af de kulturelle centre i København, i hvis hjem de fleste kulturpersonligheder og kommende ditto kom på besøg. Sekretæren har derfor haft god mulighed for at vurdere mulige modtagere, lige som sekretærerne givetvis har hjulpet nogle med ansøgningerne. Således har de kunnet have stor indflydelse på midlernes fordeling.

## Modtagere af Fondens midler
Blandt modtagerne kan nævnes:
- Jens Baggesen, der i flere omgange modtog såvel lån som egentlige legater i perioden 1786-1819.
- Henrik Steffens, der modtog rejselegater i perioden 1798-03.
- Hans Hansen, der modtog rejselegater og lån i perioden 1803-09.
- Bertel Thorvaldsen, der modtog gratifikation i 1804.
- Adam Oehlenschläger, der modtog stipendium og rejselegat i 1805, 1807, 1809 og 1817.
- C. W. Eckersberg, der modtog rejselegat i 1813.
- B.S. Ingemann, der modtog rejselegat i 1818 og 1819.
- Christen Henriksen Pram, der modtog betaling for et drama samt lån til rejse til Vestindien i 1818.
- Knud Lyne Rahbek, der modtog gaver og støtte til litterære arbejder i 1809, 1815, 1816 og 1818.
- Johan Ludvig Heiberg, der modtog støtte til udgivelse af disputats og rejsestipendium i 1817, 1819 og 1821.
- Andreas Ludvig Koop, modtog i 1821 rejsestipendium.
- Johan Christian Clausen Dahl, modtog i 1821 rejsestipendium.
- H.C. Andersen, der modtog flere legater til blandt andet sin skolegang og rejser i perioden 1822-41.
- H.W. Bissen, der modtog rejsestipendium i 1823.
- N.F.S. Grundtvig, der modtog et beløb til en studierejse i 1831.
- Henrik Hertz, der modtog almindelig støtte samt rejselegat i 1832 og 1833.
- Christian Winther, der modtog et lån i 1835.
- Frederik Paludan-Müller, der i 1838 modtog et legat.
- G.W. Gardthausen, der modtog et beløb til en rejse i 1841.
- Carl Brosbøll, der modtog et beløb som studiehjælp i 1841.

## Fondens direktører
- Ditlev Reventlow (1765-68)
- Joachim Otto Schack-Rathlou (1768-70)
- Jørgen Erik Skeel (1770-72)
- Andreas Peter Bernstorff (1772-73)
- Gregers Christian Juel (1773-76)
- Joachim Godske Moltke (1776-81)
- Christian Ludvig Stehmann (1781-84)
- Ernst Heinrich Schimmelmann (1784-1831)
- Christian Ditlev Frederik Reventlow (1785-1813)
- Johan Sigismund Møsting (1813-1842)

## Fondens sekretærer
- Christian Petersen Lange (1765-88)
- Christian Vilhelm Lange (1788-1803)
- Jonas Collin (1803-32)
- Edvard Collin (1832-42)